# Mosalsk
Mosalsk (ros. Мосальск) – miasto w Rosji, w obwodzie kałuskim, siedziba rejonu mosalskiego. W 2016 roku liczyło ok. 4 tys. mieszkańców.

## Historia
Pierwszy raz wzmiankowany w 1231 roku, Mosalsk stał się ważnym ośrodkiem Księstw Wierchowskich podległych Wielkiemu Księstwu Litewskiemu. W czasie wojny litewsko-moskiewskiej 1492-1494 został zdobyty w 1493 roku przez wojska wielkiego księcia Iwana III. Od 1503 roku należał do Wielkiego Księstwa Moskiewskiego. Od 1547 roku część Rosji.
W 1776 roku  otrzymał prawa miejskie oraz został miastem powiatowym w namiestnictwie kałuskim (od 1796 roku guberni). Zabudowania na rzucie regularnym powstawały tu od 1779 roku. W połowie XIX wieku Mosalsk był ważnym punktem szlaku towarowego między Smoleńskiem, Petersburgiem i Rygą.
W czasie II wojny światowej miasto było okupowane przez wojska hitlerowskie od 6 października 1941 roku do 8 stycznia 1942 roku.

## Zabytki
- Cerkiew św. Trójcy z XVIII wieku
- Cerkiew śś. Borysa i Gleba z XVIII wieku (w ruinie)
- Cerkiew św. Mikołaja z XIX wieku